# Sgùrr a’ Chaorachain
Der Sgùrr a’ Chaorachain ist ein 1.053 m (3.455 ft) hoher, als Munro und Marilyn eingestufter Berg in den schottischen Highlands. Sein gälischer Name kann in etwa mit Spitze des Platzes der Ebereschen oder Gipfel der Ebereschen übersetzt werden. Der Gipfel liegt in einer weitgehend unbesiedelten Berglandschaft etwa 15 Kilometer östlich von Strathcarron und 15 Kilometer südwestlich von Achnasheen.
Er ist der höchste Gipfel in der einsamen Berglandschaft nördlich von Loch Monar und südlich des Glen Carron. Ihm direkt westlich benachbart ist der 999 m (3.278 ft) hohe Sgùrr Choinnich, beide Munros sind Teil eines Bergmassivs, das das Nordwestende von Loch Monar überragt. Vom breiten Gipfelplateau des Sgùrr a’ Chaorachain, dessen höchster Punkt durch einen Cairn markiert ist, gehen drei Grate aus. Nach Osten verläuft ein knapp zwei Kilometer langer Grat auf fast gleichbleibender Höhe leicht gewunden und allmählich nach Südosten drehend bis zum 1.046 m (3.432 ft) Bidean an Eòin Deirg, der aufgrund der geringen Schartenhöhe lediglich als Munro-Top und nicht als eigenständiger Munro eingeordnet ist. Der Nordgrat wendet sich bald nach Nordosten und senkt sich in das vom Oberlauf des Meig durchflossene, nördlich liegende Gleann Fhiodhaigh bis in etwa auf die Höhe der einsam in diesem Tal liegenden Glenuaig Lodge ab. Nach Westen führt ein kurzer Verbindungsgrat über einen Sattel auf etwa 860 m Höhe, den Bealach Coire Choinnich, zum Sgùrr Choinnich. Die überwiegend grasigen Hänge des Sgùrr a’ Chaorachain fallen meist moderat ab. Vor allem im zwischen Nord- und Westgrat liegenden Coire Choinich sowie auf der Nordseite des langen Ostgrats sind die Flanken des Berges steiler und felsdurchsetzt.

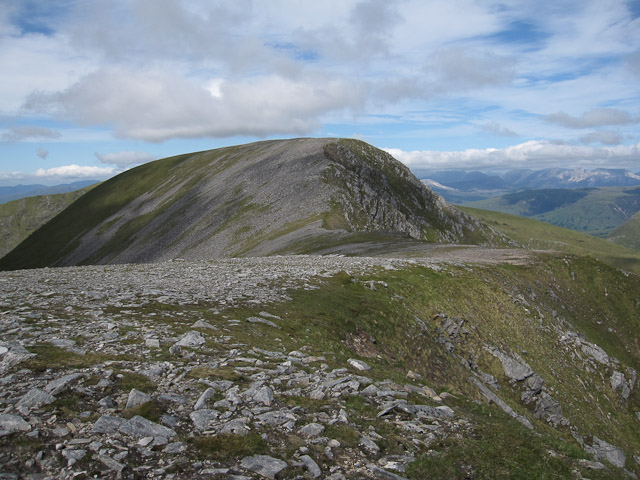
Blick über den Gipfelgrat vom östlichen Vorgipfel Bidean an Eòin Deirg zum Hauptgipfel des Sgùrr a’ Chaorachain
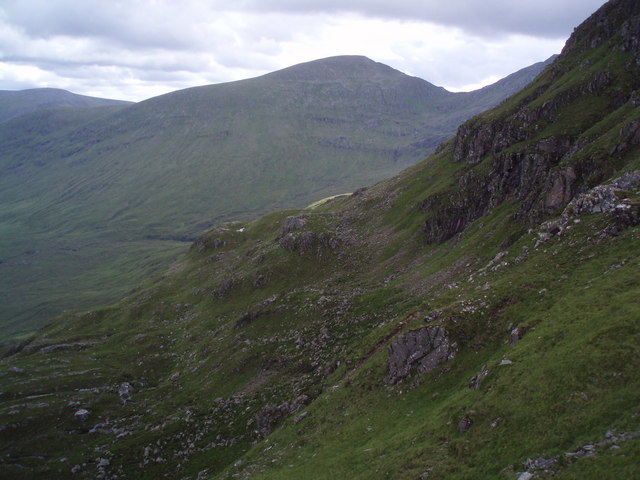
Der Sgùrr a’ Chaorachain, von der Westflanke des nordwestlich liegenden Corbett Sgùrr na Feartaig gesehen
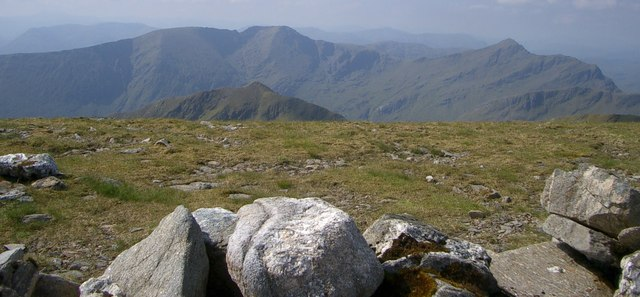
Blick vom Gipfel nach Süden, links der Lurg Mhòr, rechts die Spitze des Bidein a’ Choire Sheasgaich
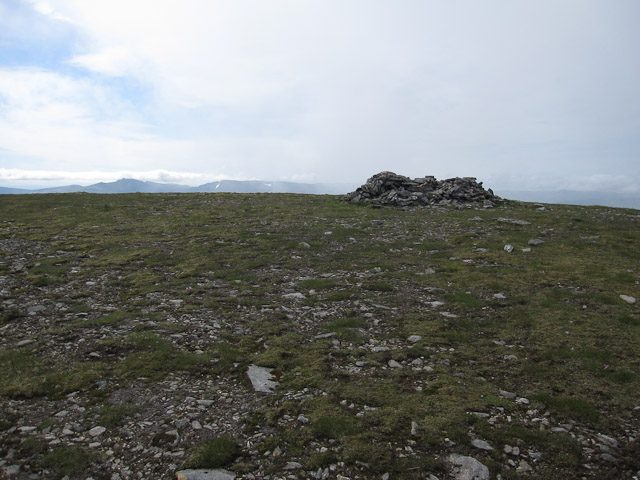
Das breite Gipfelplateau des Sgùrr a’ Chaorachain mit dem Gipfelcairn am höchsten Punkt

Durch seine Lage nördlich des nicht durch öffentliche Straßen erschlossenen Loch Monar sind mögliche Anstiege von Süden oder Osten mit sehr langen Anmärschen verbunden. In der Regel wird der Sgùrr a’ Chaorachain daher von Norden bestiegen. Die meisten Munro-Bagger besteigen ihn gemeinsam mit dem benachbarten Sgùrr Choinnich. Ausgangspunkt ist ein Parkplatz an der A890 bei der kleinen Ansiedlung Craig, zwischen Achnasheen und Achnashellach. Der Weg führt durch das Tal des Allt a’ Chonais bis zum Fuß des Sgùrr a’ Chaorachain auf dessen Nordseite. Von dort kann entweder der Nordostgrat oder direkt die grasige Nordflanke des Berges zum Aufstieg genutzt werden. 